# Oskaras Jusys
Oskaras Jusys (* 13. Januar 1954 in Troškūnai, Rajongemeinde Anykščiai, Litauische SSR) ist ein litauischer Diplomat und Verwaltungsjurist, Völkerrechtler,  Politiker, ehemaliger stellvertretender Außenminister Litauens, Dozent der Vilniaus universitetas.

## Leben
Nach dem Abitur von 1961 bis 1972 An der Mittelschule Troškūnai absolvierte er von 1972 bis 1977 das Studium der Rechtswissenschaften an der Juristischen Fakultät der Universität Vilnius und arbeitete danach als Assistent. Von 1978 bis 1981 studierte an der Universität Moskau und 1981 promovierte im Erbrecht zum Thema Tarybinių piliečių paveldėjimo teisių gynimas kapitalistinėse šalyse („Schutz der Erbrechte sowjetischer Bürger in kapitalistischen Ländern“; 1993 zum Doktor nostrifiziert).
Von 1981 bis 1985 war er Oberhochschullehrer, von 1986 bis 1990 Dozent. Von 1994 bis 2000 war er Botschafter, u. a. bei den Vereinten Nationen in New York und bei der Europäischen Union in Brüssel; von 2000 bis 2001 war Oskaras Jusys stellvertretender Außenminister.
Mit Frau Roma hat er den Sohn Edvinas (* 1983).